# ディミトリ・ヴェガス&ライク・マイク
ディミトリ・ヴェガス・アンド・ライク・マイク (Dimitri Vegas & Like Mike) はベルギー出身のプロデューサー・トラックメイカー（ビートメイカー）・作曲家・編曲家の音楽アーティスト、DJである。ディミトリ・シバイオス (Dimitri Thivaios; ギリシア語: Ντιμιτρί Θηβαίος) とマイケル・シバイオス (Michael Thivaios; Μικαέλ Θηβαίος) からなる。
「DJ MAG TOP 100 DJs 」のファンの投票によるランキングで、2011年度は79位、2012年度は38位、2013年度は6位、2014年度は2位、そして2015年度には1位となった。しかし、2016年度はマーティン・ギャリックスにその座を譲り2位となった。2019年度には4連覇がかかるマーティン・ギャリックスをおさえ4年ぶりの1位を奪還。

## 経歴・人物

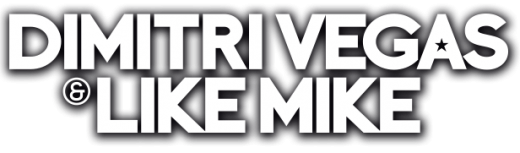
公式のロゴ

Dimitri Thivaios（ディミトリ・シバイオス）と Michael Thivaios（マイケル・シバイオス）の実の兄弟からなるベルギー人DJユニット、プロデューサー、作曲家。彼らは、世界的権威のあるDJマガジン “DJ MAG” の2015年度DJランキングで世界1位にランキングされている。普段はベルギーに住んでいるが、スペイン、ギリシャ、ロサンゼルスにも家を持っている。
インストながら一度聴いたら口ずさめるようなメロディセンスを武器に、次々に大ヒットアンセムを連発し、彼らの楽曲はフェスやクラブでかからない日はないといっても過言ではないほど世界中で大ヒットしている。EDM を代表するビッグアーティストである。世界最大のEDMフェス “Tomorrowland” のオフィシャルDJを務める。
このフェスティバルは38万枚が即日完売した。
ライク・マイクは、ギリシャ語、フランス語、オランダ語、英語、スペイン語、ドイツ語の6ヶ国語を操り、ディミトリはオランダ語、フランス語、ギリシャ語、英語の4ヶ国語を話す。

## キャリア
兄のディミトリがDJへの1歩を踏み出したのが14、15歳のとき。早くから地元の小さなクラブでDJをし、「BeatFM」というラジオDJのパーソナリティを務めていた。
1999年にディミトリはヨーロッパツアーで各国を点々とし、2003年にはスペインのパーティーアイランド、イビサ島へ渡り、Privilege（プリヴィレッジ）やSpace（スペース）といった人気クラブのレジデントDJとして活躍していた。
2006年までAmnesia（アムネシア）のレジデントを務めるためにギリシャのザンテで過ごした後、再びベルギーに戻った同年の秋、弟のライク・マイクと一緒に音楽活動を開始する。兄弟で活動を開始するに至ったきっかけは、ディミトリがイビサ島でDJしていたときに、酔っぱらったライク・マイクが乱入してきてDJを一緒にしたことに起因している。その後、初のリリース作品 “La Cocaina (Eivissa 2007)” そしてリミックス音源の “Work That Body” を発表。2008年にはAxwell（アックスウェル）の目に留まり、Abel Ramos（アベルラモス）のリミックス “Rotterdam City of Love” をAxtone（アックストン）のレーベルから発表する。
2010年、世界最大級の音楽フェスティバルであるトゥモローランドのホストとして初めて登場し、トゥモローランドの公式テーマソングを担当する。この楽曲はDada Life（ダダライフ）とTara McDonald（タラマクドナルド）との共同名義で彼ら自身のレーベル Smash the Houseからリリースされた。
2011年もまたAfroJack（アフロジャック）とNERVO（ナーボ）とともにシングル “The Way We See the World”  “Tomorrow Changed Today” を発表。この楽曲もまた、2011年のトゥモローランドの公式テーマソングとなっている。
2013年にはシングルでTomorrowland公式テーマソング “Chattahoochee” をSmash the house,Spinnin Recordsから発表しBeatportチャートで1位を獲得。2014年はW&W（ダブリュアンドダブリュ）と共にトゥモローランド公式テーマソング “Waves” を発表。2016年にはディミトリベガス&ライクマイクらからアナウンスされ、かねてからファンから渇望されていたRed Foo（レッドフー）との楽曲 “Meet Her at Tomorrow” を発表。この楽曲は彼らの楽曲の中で最も注目された楽曲の一つでもあり、後にこの楽曲はレッドフーのソロデビューアルバムParty Rock Mansionに収録されている。
2016年には初めて日本人アーティストEXILE TRIBEとコラボレーションした。『HIGHER GROUND feat. Dimitri Vegas & Like Mike』を提供。
2023年、トゥモローランド2023のステージにて、ステルスアクションゲームHITMAN World of Assasinationとのコラボレーションを発表。ディミトリ・ヴェガスがステージ内に登場するミッションが2023年秋に限定配信される予定。

## ディスコグラフィ

### EP
- 2019年 Tomorrowland 2019

### シングル
- Salinas (2009)
- Tomorrow (Give in to the Night) (2010)
- The Hum (2015）
- Tremor  (2014）
- Higher Place (2015）
- Ocarina (2014）
- LOUDER (2014）
- Melody (2016）
- Arcade (2016）
- Hey baby (2017)

参加作品
・EXILE TRIBE/HIGHER GROUND feat. Dimitri Vegas & Like Mike